# Ради Найденов (дипломат)
Вижте пояснителната страница за други личности с името Ради Найденов.
Ради Найденов е български дипломат, министър на външните работи на България в служебното правителство на Огнян Герджиков (2017).

## Биография
Роден е в София на 24 август 1962 г. Внук е на Ради Найденов – български политик след 1945 година от БЗНС (казионен). Завършва Немската гимназия в София през 1981г. Следва специалност „Международни отношения“ в УНСС от 1983 до 1989 г., която завършва със степен магистър. Владее немски, руски и английски език. Започва кариерата си като външнополитически сътрудник в БЗНС (казионен) през 1990 година, където работи до закриването на партията през 1992 г. През 1992 г. става експерт в Управление „Политика и сигурност“ в Министерството на отбраната. Работи в Министерството на външните работи от декември 1992 г. През 1993 г. завършва курс за млади дипломати към Европейския колеж за изследвания в областта на международната политика и политика за сигурност – център „Джордж Маршал“. Специализира в Германия, Франция и САЩ. Заема позициите аташе, трети секретар в посолството на България в Швейцария (1994 – 1996), първи секретар в посолството в Германия (1999 – 2001). От 2001 до 2002 г. е заместник-министър на отбраната. До 2005 г. е началник на кабинета на министър-председателя на България (по времето на правителството на Симеон Сакскобургготски). От 2005 до 2011 г. е извънреден и пълномощен посланик на България в Австрия. През май 2011 г. е назначен за постоянен секретар на Министерството на външните работи, което е най-високата длъжност в дипломатическата служба. От февруари 2012 г. е извънреден и пълномощен посланик в Германия. Приключва мандата му през 2018 г. В периода 27 януари – 4 май 2017 г. е служебен министър на външните работи. От 21 май 2019 г. е извънреден и пълномощен посланик на България в Швейцария, а от 26 юни е извънреден и пълномощен посланик на България в Лихтенщайн със седалище в Берн.